# Kateryniwka (hromada Illiniwka)
Kateryniwka (ukr. Катеринівка) – wieś na Ukrainie, w obwodzie donieckim, w rejonie kramatorskim, w hromadzie Illiniwka. W 2001 liczyła 670 mieszkańców.